# プランク温度
プランク温度（プランクおんど、英: Planck temperature）は、プランク単位系における温度である。プランク温度 TP（単位 : KP） は、次のように表される。
{\displaystyle T_{\mathrm {P} }\,{\mbox{K}}_{p}=T_{\mathrm {P} }{\sqrt {\frac {\hbar c^{5}}{Gk^{2}}}}=T_{\mathrm {P} }\times 1.416\ 808(33)\times 10^{32}\;\mathrm {K} }
ここで、c は真空中の光速度、{\displaystyle \hbar }はディラック定数、k はボルツマン定数、G は万有引力定数である。
一般的な数字で換算すれば約1溝4168穣°Cである。
この温度が発生する場所は、ビッグバン時の中心温度とされている。
ビッグバン時は多数の物質が1点に圧縮されており、多数の物理法則が適用できなくなってしまう。
理論上はそこへエネルギーを追加すれば、温度を上げることはできるものの、物理的意味がそもそも存在せず、現在はこれが物理上の最高温度となっている。